# رائول بینا
رائول بینا (انگلیسی: Raúl Baena؛ زادهٔ ۲ مارس ۱۹۸۹) بازیکن فوتبال اهل اسپانیا است.
از باشگاه‌هایی که در آن بازی کرده‌است می‌توان به باشگاه فوتبال اسپانیول، باشگاه فوتبال رایو وایکانو، و باشگاه فوتبال بارسلونا اشاره کرد.
وی همچنین در تیم‌های ملی فوتبال زیر ۱۷ سال اسپانیا و زیر ۲۱ سال اسپانیا بازی کرده‌است.